# John M’Bumba
John M’Bumba (Anderlecht, 1983. április 29. –) francia amatőr ökölvívó.

## Eredményei
- 2007-ben bronzérmes a világbajnokságon, az elődöntőben az orosz Rahim Csahkijevtől szenvedett vereséget.
- 2009-ben bronzérmes a világbajnokságon, az elődöntőben a kubai Acosta Duartetől szenvedett vereséget.
- francia bajnok nehézsúlyban (2007, 2008, 2009).